# El Topo
El Topo is een western uit 1970 onder regie van Alejandro Jodorowsky. De film zelf is al tijden een cultfavoriet en vanwege zijn slechte verkrijgbaarheid gold hij jarenlang als een verzamelobject. Tegenwoordig is de film veel eenvoudiger te verkrijgen door een uitgave van ABKCO Films. Jodorowsky was voor deze film regisseur, schrijver, componist en hij speelde bovendien de hoofdrol.

## Verhaal
De film gaat over de pistoolheld El Topo die door de woestijn rijdt. Aangekomen in een dorpje redt de hoofdpersoon daar de jonge vrouw Mara. Zij overtuigt hem om op een missie te gaan waarbij hij vier grootmeesters van de woestijn moet verslaan, zodat hij de grootste pistoolheld van het land wordt. Hij besluit zijn zoon achter te laten en samen met Mara en een mysterieuze vrouw in het zwart gaat hij op weg. Enkele jaren later wordt El Topo wakker in een grot, waar hij is verzorgd door een aantal lichamelijk gehandicapte personen. Zijn nieuwe missie is om ervoor te zorgen dat de gehandicapten de grot uit kunnen en zich kunnen mengen tussen de mensen uit het nabijgelegen dorpje, dat op zijn minst erg apart mag worden genoemd.

## Rolverdeling
| Acteur               | Personage                |
| -------------------- | ------------------------ |
| Alejandro Jodorowsky | El Topo                  |
| Brontis Jodorowsky   | Brontis (als kind)       |
| Robert John          | Brontis (als volwassene) |
| Mara Lorenzio        | Mara                     |
| Paula Romo           | Vrouw in het zwart       |
| Jacqueline Luis      | Kleine vrouw             |